# Rhynchina leucogonia
Rhynchina leucogonia är en fjärilsart som beskrevs av George Francis Hampson 1912. Rhynchina leucogonia ingår i släktet Rhynchina och familjen nattflyn. Inga underarter finns listade.